# Tour Michelet
La Tour Michelet es un rascacielos situado en el distrito de negocios de La Défense, cerca de París. En particular, alberga la empresa Total.
Cuando se completó en 1985, la torre de oficinas de 127 metros de altura era la novena más alta del distrito comercial de La Défense. El edificio tiene 34 pisos y una superficie aproximada de 75,750 metros cuadrados.